# Abrahamia
Abrahamia, biljni rod sa oko tridesetak vrsta iz porodice rujevki (Anacardiaceae), red sapindolike raširen isključivo na Madagaskaru.
Madagaskarski endemski rod Abrahamia opisan je 2017., a taksonomska revizija prepoznala je 34 vrste, uključujući 19 koje su opisane kao nove. Ranije poznate svojte s Madagaskara povijesno su tretirane u rod Protorhus Engl. zajedno s tipskom vrstom iz južne Afrike, Protorhus longifolia (Bernh.) Engl. Međutim, nedavne morfološke i molekularne filogenetske studije pokazale su da je afrička vrsta bliža rodu Ozoroa Delile i da malgaške svojte čine posebnu kladu. Stoga se malgaške svojte više nisu mogle smjestiti u Protorhus, što je zahtijevalo opis novog roda, opisanog kao Abrahamia. U ovoj reviziji vrste Abrahamia se prepoznaju i razlikuju jedna od druge na temelju morfoloških karakteristika, prvenstveno listova, cvatova, cvjetova i plodova, u kombinaciji s eko-geografskim značajkama. Ukupno je napravljeno 15 novih kombinacija za svojte s Madagaskara koje su prethodno bile smještene u Protorhus, a lektotipovi su određeni za 11 imena. Ključ za vrstu je dat na engleskom i francuskom jeziku, a potpuni opis svake vrste, zajedno s popisom ispitanog materijala i kartom distribucije; ilustracija je također uključena za svaku od novih vrsta. Preliminarne procjene očuvanja prema kriterijima IUCN-ovog Crvenog popisa pokazuju da je 17 vrsta, što predstavlja 50% od ukupnog broja, ugroženo, od kojih se 5 smatra “ugroženim” [EN] i 12 “ranjivim” [VU].

## Vrste
1. Abrahamia antongilensis Randrian. & Lowry
2. Abrahamia betamponensis Randrian. & Lowry
3. Abrahamia buxifolia (H.Perrier) Randrian. & Lowry
4. Abrahamia capuronii Randrian. & Lowry
5. Abrahamia darainensis Randrian. & Lowry
6. Abrahamia deflexa (H.Perrier) Randrian. & Lowry
7. Abrahamia delphinensis Randrian. & Lowry
8. Abrahamia ditimena (H.Perrier) Randrian. & Lowry
9. Abrahamia ellipticarpa Randrian. & Lowry
10. Abrahamia elongata Randrian. & Lowry
11. Abrahamia grandidieri (Engl.) Randrian. & Lowry
12. Abrahamia humbertii (H.Perrier) Randrian. & Lowry
13. Abrahamia ibityensis (H.Perrier) Randrian. & Lowry
14. Abrahamia itremoensis Randrian. & Lowry
15. Abrahamia latifolia (Engl.) Randrian. & Lowry
16. Abrahamia lecomtei (H.Perrier) Randrian. & Lowry
17. Abrahamia lenticellata Randrian. & Lowry
18. Abrahamia littoralis Randrian. & Lowry
19. Abrahamia lokobensis Randrian. & Lowry
20. Abrahamia longipetiolata Randrian. & Lowry
21. Abrahamia louvelii (H.Perrier) Randrian. & Lowry
22. Abrahamia minutifolia Randrian. & Lowry
23. Abrahamia nitida (Engl.) Randrian. & Lowry
24. Abrahamia oblongifolia (Engl.) Randrian. & Lowry
25. Abrahamia patrickii Randrian. & Lowry
26. Abrahamia pauciflora (Engl. ex H.Perrier) Randrian. & Lowry
27. Abrahamia phillipsonii Randrian. & Lowry
28. Abrahamia revoluta Randrian. & Lowry
29. Abrahamia sambiranensis Randrian. & Lowry
30. Abrahamia sericea (Engl.) Randrian. & Lowry
31. Abrahamia suarezensis Randrian. & Lowry
32. Abrahamia thouvenotii (Lecomte) Randrian. & Lowry
33. Abrahamia turkii Randrian. & Lowry
34. Abrahamia viguieri (H.Perrier) Randrian. & Lowry